# Kirirom nationalpark
Kirirom nationalpark är en nationalpark i Kambodja.   Den ligger i provinsen Koh Kong, i den sydvästra delen av landet, 100 km väster om huvudstaden Phnom Penh. Kirirom National Park ligger 585 meter över havet. Arean är 350 kvadratkilometer.
Tropiskt monsunklimat råder i trakten. Årsmedeltemperaturen i trakten är 22 °C. Den varmaste månaden är februari, då medeltemperaturen är 24 °C, och den kallaste är november, med 20 °C. Genomsnittlig årsnederbörd är 1 763 millimeter. Den regnigaste månaden är september, med i genomsnitt 325 mm nederbörd, och den torraste är februari, med 16 mm nederbörd.